# Ткачик джунглевий
Тка́чик джунглевий (Ploceus batesi) — вид горобцеподібних птахів ткачикових (Ploceidae). Ендемік Камеруну. Вид названий на честь американського натураліста Джорджа Латімера Бейтса.

## Опис
Довжина птаха становить 12-14 см. У самців голова світло-каштанова, шия і потилиця чорні, Вузький жовтий "комірець" відділяє голову від оливково-зеленого тіла. Нижня частина тіла золотисто-жовта, хвіст чорний, блискучий. У самиць голова і шия чорні.

## Поширення і екологія
Джунглеві ткачики поширені на заході і півдні Камеруну, від Лімбе, що біля підніжжя гори Камерун, на схід до Молунду, зокрема, в заповіднику Джа. Вони живуть у вологих рівнинних тропічних лісах та на узліссях. Зустрічаються поодинці або парами, на висоті до 900 м над рівнем моря. Іноді приєднуються до змішаних зграй птахів. Живляться комахами, яких шукають під корою.

## Збереження
МСОП класифікує цей вид як таким, що перебуває під загрозою зникнення. За оцінками дослідників, популяція джунглевих ткачиків становить від 1000 до 3500 птахів. Їм загрожує знищення природного середовища.